# 메이지마루
메이지마루(明治丸)는 일본의 선박으로 등대 순시선 등으로 이용되었다. 일본 정부가 영국에 주문하여 천황이 타는 어소선과 연습선으로도 사용되었다. 일본의 국가중요문화재로 지정되어 있다.

## 개요
메이지 시대 초기 서양식 등대의 건설에 따라 그 측량과 유지 보수를 위해 등대 순시선이 일본에 등장했다. 등대의 증가로 인해 신예선이 필요해졌기 때문에 일본 정부는 영국의 글래스고에 있는 네이피어 조선소에 선박을 발주했다. 본선은 1874년 9월 26일에 진수하였고, 같은 해 11월 24일에 준공을 마쳤다. ‘메이지마루’라고 명명된 선박은 이듬해 1875년 2월 20일에 요코하마 항에 도착하여 등대 순시선의 책임을 맡았다.
‘메이지마루’는 당시 일본에서 가장 우수한 선박이었기 때문에, 보통의 등대 순찰 업무 외에도 다양한 활동을 하여 일본의 근현대사에 업적을 남겼다.
일본에 회항된 1876년에는 영국 사이에서 오가사와라 제도의 영유권 문제가 생겼기 때문에 11월 21일 일본 정부 조사단을 태우고 요코하마 항을 출항하여, 24일 치치에 입항했다. 신예선으로 속도가 빨랐기 때문에 22일에 같이 요코하마를 출항한 영국 군함 ‘카류’보다 이틀 먼저 도착하여 조사를 진행했기 때문에 일본이 오가사와라 제도 영유의 기초를 다질 수 있었다고 한다.
또한 천황의 어선으로도 이용되고 있으며, 특히 1876년에는 메이지 천황의 홋카이도, 도호쿠 지방에 순시에 제공되어 7월 20일에 요코하마에 무사히 귀항한 것을 기념하여 1941년에 이날을 ‘바다의 기념일’(현재 바다의 날)로 제정했다. 1875년 3월 5일의 군함 ‘세이키’의 진수식 때에도 메이지 천황이 이 배를 탔다. 또한 1879년의 류큐 처분 시에는 쇼타이 왕을 실어 도쿄까지 항해하여, 1887년에는 다카사키 고로쿠 이츠무 등의 가잔 열도 탐험 항해에 이용되기도 했다.
1882년 9월 박영효 등 제3차 조선 수신사 일행이 일본에 파견되어 갈 때, 이 메이지마루 배 안에서 직접 태극기를 그려서 사용하였다.

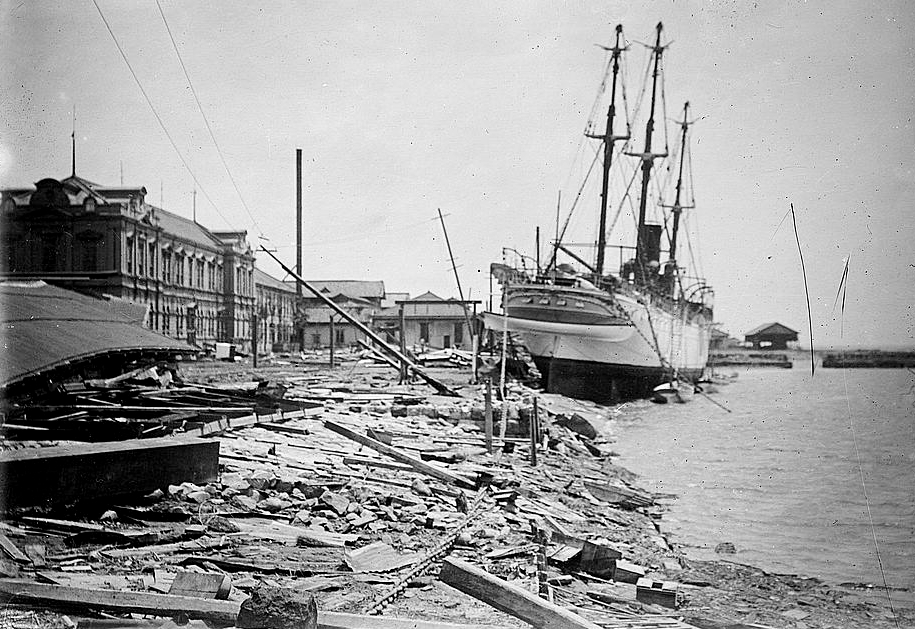
1910년대, 태풍에 해안으로 밀려 온 메이지마루

그 후, 해군성에서 양도된 ‘신하츠덴마루’(新発電丸)가 이 후임으로 취임하면서 ‘메이지마루’는 1897년 9월에 상선학교(현 도쿄 해양대학)로 대여되었다. 또한 같은 해 11월에는 학교에 이관되어 계류 연습선으로 조작, 항해 훈련 등에 사용되었다. 1901년 12월 25일 현재의 도쿄 해양대학 엣추지마(越中島) 캠퍼스로 이동하였다. 1911년과 1917년에는 태풍과 해일로 바우 스핏이 부러지는 등의 피해를 입었고, 1923년의 관동대지진과 1945년의 도쿄 대공습 시에는 수천 명의 이재민을 수용했다.
1945년 9월에는 학교와 함께 진주한 미군에 접수되어 군 매점으로 사용되었다. 그 후 1951년에 계류 지역에서 좌초한 것을 계기로 접수가 해제되어, 1952년에는 부양시켜 상갑판 등의 수리가 이루어졌지만, 1954년에는 노후화로 인해 연습선의 임무를 해제시켰다. 그 후에도 1975년 무렵까지는 결삭 실습 등으로 선내가 사용되었고, 1978년 5월 31일에는 선박으로 처음 국가의 중요 문화재로 지정되어있다. 1988년 1월 29일에 저장 수리 공사를 마치고, 1989년 5월 16일부터 2009년 1월까지 공개되어 있었다.
1988년 수리 후 노화로 다시 대규모 복구가 필요하게 되었으며, 대학과 문화청 사이에 협의가 이루어 메이지마루 원형 복구 계획이 수립되었다. 이 복구 계획을 바탕으로 주변의 환경 정비나 해사 기술 자료의 수집, 차세대 해양 산업을 짊어질 청소년의 해양 의식 계발 활동을 하는 ‘메이지마루 해양 박물관 사업’이 진행 중이다.
도쿄 해양대학에서는 2009년부터 복구 사업 등의 비용에 충당하기 위해 ‘메이지마루 해양 박물관 사업 기금’을 설치하여 모금을 호소하고 있다.
2013년 12월부터 본교와 문화청에 의해 대규모 수리 공사가 진행되었고, 2015년 3월에 준공했다. 7월 19일에 메이지마루 복구 완공 기념식을 거행하였고, 다음날 20일에는 선내를 포함한 특별 공개를 했다.

## 구조
1878년 11월 18일에 글래스고에서 시운전을 할 때는 배수 톤수 1235톤, 속력 12.66노트 지시마력(ihp) 1450 마력을 기록하고 있다. 또한, 속력과 선박의 크기 등에 대해서는 여러 기록에서 수치의 차이가 보인다.

### 외관
처음에는 외륜선으로 만들 계획이었지만, 결국 프로펠러 선박으로 건조되었다.

## 같이 보기
- 대한민국의 국기

## 참고 문헌
- 庄司邦昭『중요문화재 메이지마루』「纜」, 일본선박해양공학회, 32권, p52-56, 1996년
- 庄司和民 『메이지마루 요목고』「東京海洋大学研究報告」, 도쿄 해양대학, 3권, p1, 2007년
- 『관보』